# Den grønne olie
|  | Denne artikel er oprettet af botten PalnaBot ud fra en ekstern database. Den kan derfor have sproglige fejl eller mangler. Denne skabelon kan fjernes efter kontrol af indholdet. |

Den grønne olie er en film instrueret af Thomas Breck efter eget manuskript.

## Handling
Instruktøren: I dag gør miljøproblemerne det tvingende nødvendigt at se sig om efter vedvarende energikilder og fornyelige råstofressourcer. Landbrugets biomasse er CO2-neutral. Når den brændes af, frigøres kun den mængde kuldioxid, som planterne selv optog, da de voksede på marken. Og med dagens teknologi er der langt større muligheder for at udnytte plantematerialet i den bioteknologiske industri og som brændsel end tidligere. Den grønne olie kan på mange områder blive et realistisk alternativ til den sorte.